# Теодорув (Свентокшиське воєводство)
Теодорув (пол. Teodorów) — село в Польщі, у гміні Дзялошиці Піньчовського повіту Свентокшиського воєводства.
Населення — 147 осіб (2011).
У 1975-1998 роках село належало до Келецького воєводства.

## Демографія
Демографічна структура на день 31 березня 2011 року:
|          | Загалом | Допрацездатний вік | Працездатний вік | Постпрацездатний вік |
| -------- | ------- | ------------------ | ---------------- | -------------------- |
| Чоловіки | 76      | 9                  | 49               | 18                   |
| Жінки    | 71      | 14                 | 29               | 28                   |
| Разом    | 147     | 23                 | 78               | 46                   |